# سید محسن وزیری
سید محسن وزیری (زاده ۱۳۲۵ در قم) فیلمنامه‌نویس، تهیه‌کننده و بازیگر اهل ایران است.

## فیلم‌شناسی

### بازیگر
- زنگ اول (۱۳۶۳)
- کلام حق (۱۳۵۶)
- بی عشق هرگز (۱۳۴۵)

### نویسنده
- آوازخوان (۱۳۷۹)
- ازدواج غیابی (۱۳۷۹)
- بادام‌های تلخ (۱۳۷۸)
- حادثه در کندوان (۱۳۷۴)
- حالا چه شود! (۱۳۷۳)
- خانواده کوچک ما (۱۳۷۰)

### تهیه‌کننده
- کالسکه (۱۳۹۲)
- ساعت شلوغی (۱۳۹۰)
- داماد خجالتی (۱۳۸۹)
- شیر و عسل (۱۳۸۸)
- کلاهی برای باران (۱۳۸۵)
- شاخه گلی برای عروس (۱۳۸۳)
- آوازخوان (۱۳۷۹)
- ازدواج غیابی (۱۳۷۹)
- بادام‌های تلخ (۱۳۷۸)
- حادثه در کندوان (۱۳۷۴)
- حالا چه شود! (۱۳۷۳)
- خانواده کوچک ما (۱۳۷۰)
- خبرچین (۱۳۶۶)
- سایه‌های غم (۱۳۶۶)
- زنگ اول (۱۳۶۳)